# Aodh mac Toirdhealbhaigh
Aodh mac Toirdhealbhaigh Ua Conchobair  (mort en 1356)  est  roi de Connacht de 1345 à 1350 puis de 1351 à 1353 année ou il est déposé et restauré et règne jusqu'à sa mort.

## Origine
Aodh est le fils de  aîné de Toirdelbach mac Aeda Ua Conchobair.

## Règne
En 1345 il réussit à succéder à son père mais son règne n'est qu'un long combat contre son cousin Aodh mac Feidhlimidh le fils de Felim mac Aeda Ua Conchobair.
en 1350 il fait assassiner Ruaidhri le second fils Cathal mac Domhnaill Ua Conchobair   Aed est alors déposé par Macwilliam Burke et les Túatha du Connacht, qui nomment  Aodh mac Feidhlimidh roi à sa place. En 1351 Aed mac Toirrdelbach revient dans la région et exige des otages du Connacht, après quoi il bannit Áed mac Feidlimid pour une année. En 1352 Aed mac Toirrdelbaigh reprend le royaume du Connacht par la force en « dépit des Étrangers et des Gaels  ».
L'année suivant Aodh mac Toirdhealbhaigh est déposé et Mac Branan qui occupe ses domaines. Il réussit à se rétablir mais en  1356 Aodh mac Toirrdelbach Ua Conchobair, roi de Connacht, est tué à Balloughdacker par Donnchad Carrach Ua Cellaig (c'est-à-dire: Donough Carragh O'Kelly) et le Clan an Baird, à l'instigation des Uí Maine pour venger l'affront qu'il a commis en  enlevant et en s'enfuyant avec la fille de Seoinin Burke († 1342) , épouse de O' Cellaig. Ensuite Aodh mac Feidhlimidh  Ui Conchobair assume seul la royauté du Connacht ,.

## Postérité
Aodh mac Toirdhealbhaigh est le père de
- Toirdhealbhach Óg Donn mac Aodha meic Toirdhealbhaigh, ancêtre direct des Ua Conchobhair Donn qui partagent en 1384 définitivement le Connacht avec les Ua Conchobhair Ruadh[9].

## Sources
- (en) T.W Moody, F.X. Martin et F.J. Byrne, A New History of Ireland IX Maps, Genealogies, Lists. A companion to Irish History part II, Oxford, Oxford University Press, 2011, 690 p. (ISBN 978-0-19-959306-4)..
- (en) Richard Killen, A Timeline of Irish History, Dublin, Gill & Macmillan, 2003 (ISBN 0-7171-3484-9).
- (en) Goddard Henry Orpen Ireland under the Normans Oxford at the Clarendon Press, 1968, vol. I à vol. IV